# Anatemnus novaguineensis
Anatemnus novaguineensis är en spindeldjursart som först beskrevs av With 1908.  Anatemnus novaguineensis ingår i släktet Anatemnus och familjen Atemnidae. Inga underarter finns listade i Catalogue of Life.